# Malerba (condottiero)
Rinaldo Giver, meglio conosciuto come Malerba (in tedesco Reinhold von Giver; ... – 1345), è stato un condottiero tedesco.

## Biografia
Di origini ignote, nel 1338 fu al servizio di Firenze nella guerra contro le milizie veronesi guidate da Mastino II della Scala. Nel 1339 entrò a far parte della Compagnia di San Giorgio guidata da Lodrisio Visconti, e partecipò alla Battaglia di Parabiago, dove alla fine di questa, fu sconfitto e fatto prigioniero dai milanesi. Nel mese di marzo fu assoldato proprio da Azzone Visconti, ma quattro mesi dopo passò al servizio dei Valperga, i quali gli affidarono il comando di 300 barbute per attaccare e depredare i territori in feudo al principe di Savoia-Acaia. Distrusse e saccheggiò diverse località nel torinese ma non riuscì a penetrare nel territorio nemico poiché venne bloccato dalle truppe del marchese Giovanni II di Monferrato. Nell'autunno del 1340 passò proprio al servizio del marchese monferrino.
Nel 1342 entrò a far parte della Grande Compagnia di Guarnieri d'Urslingen, per la quale guerreggiò contro Firenze, ma sconfitto, venne poi fatto prigioniero da Gualtieri di Brienne, podestà della città toscana. Venne poi liberato e raggiunse l'Urslingen in Romagna.
Nel 1344 passò al servizio della Chiesa per combattere contro gli Ottomani. Si recò in Turchia a capo di 25 cavalieri e affiancò le milizie veneziane guidate da Piero Zeno e quelle genovesi di Martino Zaccaria. Nel 1345, la città di Smirne venne tolta ai turchi, i quali poi attaccarono la chiesa di San Giovanni, dove il Malerba e altri 40 cavalieri stavano assistendo alla messa celebrata dal patriarca dei Cavalieri Gerosolimitani frà Manuele Camosini. Venne ucciso e decapitato. Secondo un'altra versione, venne catturato e sbranato dai turchi.